# Skënderbeu Korçë
Klubi Sportiv Skënderbeu Korçë is een Albanese voetbalclub uit de stad Korçë. De club werd in 1923 opgericht en speelde mee in de eerste seizoen van de Kategoria e parë (eerste divisie, seizoen 1930) van Albanië.

## Geschiedenis
In 1933 wisten ze het landskampioenschap te behalen en in de Beker van Albanië wisten ze in 1958, 1965 en 1976 de finale te bereiken, welke alle drie verloren ging. Zowel in 1976 (kampioen), 2005 (als tweede op doelgemiddelde en meteen weer gedegradeerd via de play-off) als in 2007 (kampioen) wisten ze te promoveren uit de tweede divisie van Albanië. Ze eindigden als laatste in de Kategoria Superiore in het seizoen 2007/08, waardoor ze weer naar de tweede divisie degradeerden. In het seizoen 2009-2010 speelden ze terug in de Kategoria Superiore. Het seizoen daarop werd de club voor de tweede keer in haar bestaan landskampioen en kon op deze manier voor de eerste keer in de historie Europees voetbal gaan spelen. Ook de seizoenen daarna won Skënderbeu Korçë het kampioenschap. In het seizoen 2015/16 was het de eerste Albanese club ooit die erin slaagde om de groepsfase van een Europees toernooi, in dit geval de Europa League, te bereiken. In juni 2017 werd de club de landstitel 2015/16 ontnomen wegens omkoping en werd deze aan Partizan Tirana toegewezen. De club wordt er van verdacht dat sinds 2011 zo'n vijftig wedstrijden beïnvloed zijn. Skënderbeu Korçë werd in juni 2016 al voor een jaar uitgesloten van deelname aan Europees voetbal en kreeg een boete. In april 2018 werd Skënderbeu door de UEFA voor tien jaar uitgesloten van Europees voetbal en de club kreeg een boete van 1 miljoen euro voor de betrokkenheid bij het beïnvloeden van uitslagen van wedstrijden.

## Stadion
Sinds de opening van het Skënderbeustadion speelt de club er sinds 1957 haar thuiswedstrijden. Het stadion werd in het seizoen 2010/2011 gerenoveerd en biedt plaats aan 12.343 toeshouwsers.

## Supporters
Skënderbeu Korçë is een van de populairste voetbalclubs in Albanië. De fanatieke supporters heten Ujqërit e Dëborës (De Poolwolven). De groep werd opgericht in 2008.

## Erelijst
- Landskampioen

1933, 2011, 2012, 2013, 2014, 2015, 2016, 2018
- Beker van Albanië

Winnaar: 2018
Finalist: 1958, 1965, 1976, 2012, 2017
- Supercup

2013, 2014, 2018
- Kampioen Tweede Divisie

1976, 2005, 2007

## Kampioensteams
- 1933 — Klani Marjani, Kristaq Bimbli, Andrea Cani, Andon Miti, Lefter Petra, Fori Stassa, Nexhat Dishnica, Tomor Ypi, Thoma Vangjeli, Servet Tefik Agaj, Enver Kulla, Vasil Trebicka, Stavri Kondili en Aristotel Samsuri. Trainer-coach: Qemal Omari.

## In Europa
Skënderbeu Korçë speelt sinds 2011 in diverse Europese competities. Hieronder staan de competities en in welke seizoenen de club deelnam:
- Champions League (5x)

2011/12, 2012/13, 2013/14, 2014/15, 2015/16
- Europa League (3x)

2013/14, 2015/16, 2017/18
Skënderbeu is, m.i.v. seizoen 2018/19, door de UEFA 10 jaar geschorst voor de Europese voetbaltoernooien vanwege matchfixing in 2015/16.
Bylis ·
Dinamo City · 
Egnatia ·
Elbasani ·
Laçi · 
Partizan Tirana · 
Skënderbeu Korçë · 
Teuta Durrës · 
KF Tirana ·
Vllaznia